# (10591) Caverni
(10591) Caverni est un astéroïde de la ceinture principale.

## Description
(10591) Caverni est un astéroïde de la ceinture principale. Il fut découvert le 13 août 1996 à Montelupo par Maura Tombelli et Giuseppe Forti. Il présente une orbite caractérisée par un demi-grand axe de 2,63 UA, une excentricité de 0,01 et une inclinaison de 3,9° par rapport à l'écliptique.

## Compléments